# İlyaslar, Kırkağaç
İlyaslar là một thị trấn thuộc huyện Kırkağaç, tỉnh Manisa, Thổ Nhĩ Kỳ. Dân số thời điểm năm 2011 là 1.51 người.